# Harold L. George
Harold Lee George (19 de julio de 1893 - 24 de febrero de 1986) fue un pionero de la aviación estadounidense, promotor del concepto de bombardeo diurno de precisión. Defensor de la teoría de la red industrial, George enseñó en la Escuela Táctica del Cuerpo Aéreo de los Estados Unidos, influyendo así en un grupo importante de aviadores que pasaron por la escuela, quienes tuvieron una poderosa influencia durante y después de la Segunda Guerra Mundial. Harold George ha sido descrito como el líder de la Bomber Mafia, un grupo de hombres que defendían una rama militar independiente compuesto por bombarderos pesados. George ayudó a dar forma a la estrategia de bombarderos asisitiendo a la División de Planes de Guerra Aérea con el desarrollo de una estrategia completa de producción y uso de aviones bombarderos.
En 1934, George ayudó a instituir la Orden de Daedalians y se desempeñó como el primer comandante de esa organización.
Durante la Segunda Guerra Mundial, George dirigió el Comando de Transporte Aéreo, que contaba en ese momento solo con 130 aviones obsoletos, desarrollándolo hasta contar con 3000 aviones de transporte modernos, operados por 300.000 aviadores. 
Después de la guerra, ayudó a Hughes Aircraft a convertirse en una empresa muy rentable y fue elegido dos veces alcalde de Beverly Hills, California.

## Primeros años
Harold Lee George nació el 19 de julio de 1893 en Somerville, Massachusetts, hijo de Horace y Susan E. George. Asistió a la Universidad George Washington, pero decidió interrumpir sus estudios cuando Estados Unidos se involucró directamente en la Primera Guerra Mundial uniéndose al Ejército de los Estados Unidos. El 21 de mayo de 1917 recibió su comisión como teniente segundo de Caballería como oficial de reserva. Un mes después, entró en servicio activo con la Caballería en Fort Myer, Virginia. Se casó con Anna Virginia Helms el 10 de agosto. En octubre, George renunció a su comisión de reserva para convertirse en cadete de aviación en la Sección de Aviación del Cuerpo de Señales de EE. UU.
George asistió a la Escuela ASSC de Aeronáutica Militar (una escuela terrestre de ocho semanas) establecida en el campus de la Universidad de Princeton y aprendió a volar en Love Field, Texas, recibiendo su calificación de Aviador Militar de Reserva y una nueva comisión el 28 de marzo de 1918. George fue a Francia en septiembre de ese mismo año con una asignación inicial al 7º Centro de Instrucción de Aviación (bombardeo) en Clermont-Ferrand . Dos meses más tarde fue enviado a Ourches-sur-Meuse con el Escuadrón Aéreo 163, uno de los dos escuadrones de bombarderos diurnos DH-4B del nuevo 2nd Day Bombardment Group, Second Army Air Service.  En la semana en que entró en acción en noviembre de 1918, justo antes del armisticio, el Escuadrón163 realizó 69 incursiones en apoyo de la Ofensiva Meuse-Argonne . George observó que los bombarderos en masa, volando en formación, inundaron las defensas enemigas y redujeron así las bajas del atacante.
En 1919, George trabajó a tiempo parcial para el juez de la Corte Suprema de los Estados Unidos, James McReynolds, y se graduó en 1920 en la Facultad de Derecho de la Universidad de Georgetown.

## Defensor de los bombardeos
En Francia, George conoció a William "Billy" Mitchell y se convenció de que la visión de Mitchell de una Fuerza Aérea independiente era la dirección militar que debía seguir EE. UU.. 
Después de la guerra, George fue asignado al Escuadrón de Bombardeo Nro. 49 en Kelly Field, Texas. El 1 de julio de 1920, cuando el Servicio Aéreo se convirtió en una rama de línea de combate, se le transfiere el grado permanente de teniente primero, para luego servir en el Escuadrón de Bombardeo Nro. 14 en Langley Field, Virginia, y con el Aberdeen Proving Ground, en Maryland de 1921 a 1925, donde George ayudó a Mitchell en su demostración de bombardeo contra viejos acorazados y ayudó a desarrollar tácticas aire-barco.  En agosto de 1925, George fue a Washington como jefe de la Sección de Bombardeo en la División de Operaciones de la Oficina del Jefe del Servicio Aéreo . Más tarde ese año, todavía con el rango de teniente primero, fue uno de varios oficiales aéreos jóvenes que testificaron en la corte marcial de Mitchell.
En julio de 1929, George fue enviado a Hawái durante dos años con el 5º Grupo Compuesto en Luke Field. Ahí conoció a Violette Houghland, quien sería su segunda esposa. En septiembre de 1931, fue a Maxwell Field, Alabama, para estudiar en la Escuela Táctica del Cuerpo Aéreo (ACTS), donde ayudó a refinar la doctrina del bombardero diurno de precisión que se enseñaba allí. Fue ascendido a capitán durante la cesión, el 1 de diciembre de 1931. Después de graduarse, George se convirtió en instructor en ACTS, enseñando tácticas aéreas y doctrina de bombardeo de precisión, y se convirtió en líder de facto de la influyente " Bomber Mafia ". Con Haywood S. Hansell, Laurence S. Kuter y Donald Wilson, George investigó, debatió y codificó lo que los hombres creían que sería una estrategia para ganar la guerra que Wilson denominó " teoría de la web industrial ". En 1934, George fue nombrado director del Departamento de Tácticas y Estrategias Aéreas y promovió enérgicamente la doctrina del bombardeo de precisión en el que flotas aéreas masivas de bombarderos pesados serían comandadas independientemente de las necesidades de la guerra naval o terrestre. 

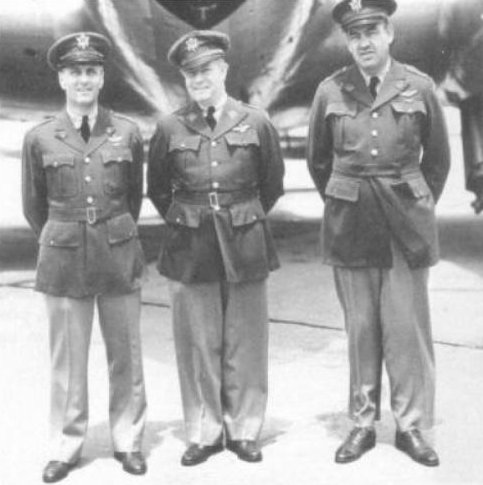
Mayores Harold L. George, Vincent L. Meloy y Caleb V. Haynes como pilotos de buena voluntad. Bogotá, Colombia

George fue ascendido al rango temporal de mayor en julio de 1936. Se graduó de la Escuela de Comando y Estado Mayor en Fort Leavenworth, Kansas al año siguiente y regresó a Langley como oficial al mando del Escuadrón de Bombardeo Nro. 96 . George voló a América del Sur como parte de los vuelos de buena voluntad del Cuerpo Aéreo en febrero de 1938 y noviembre de 1939, y recibió por su participación la Orden de la Cruz del Sur (Caballero), del gobierno de Brasil . En 1940, George tomó el mando del 2do Grupo de Bombardeo, que en 1937 se había convertido en la primera unidad equipada con el bombardero B-17 Flying Fortress . Ascendido al rango temporal de teniente coronel el 30 de diciembre de 1940, también ocupó el cargo de Oficial Ejecutivo de la 2.ª Ala de Bombardeo desde enero de 1941.
En julio de 1941, George es nombrado subjefe de personal de la División de Planes de Guerra Aérea, una unidad del Estado Mayor Aéreo de las Fuerzas Aéreas del Ejército de los Estados Unidos, ubicada en Washington D. C., donde reunió a un pequeño grupo de miembros de la "bomber mafia" (incluyendo a Hansell, Kuter y Kenneth N. Walker ) para preparar AWPD-1; un estimado de los recursos aéreos necesarios en caso de guerra, que posteriormente se convirtió en el plan para la guerra aérea contra Alemania. El 2 de enero de 1942 fue ascendido a Coronel y el 19 de abril de 1942 a General de Brigada, cuando asumió el mando del Air Corps Ferrying Command (ACFC).

## Transporte aéreo
En junio de 1942, ACFC fue redesignado Comando de Transporte Aéreo y se le asignó la tarea de convertirse no solo en un servicio de entrega de aeronaves desde la fábrica al campo, sino en un servicio mundial de transporte aéreo de carga y personal. George lo dirigió de manera brillante durante la Segunda Guerra Mundial, con la ayuda capaz de muchos oficiales de estado mayor, incluido su adjunto, el general CR Smith, presidente de American Airlines en tiempos de paz.
En difíciles condiciones, peleando con el enemigo, logró formar nuevas organizaciones y se establecieron nuevas rutas transoceánicas; periodo en el cual George logró llevar el comando de transporte de 130 aviones obsoletos a 3000 transportes militares modernos, a su vez, ampliando el personal de 11 000 a 300 000.  Por esta importante contribución a su país, George recibió la Medalla por Servicio Distinguido, la Legión al Mérito, la Cruz de Vuelo Distinguido y la Medalla Aérea, así como condecoraciones de Gran Bretaña, Francia, Brasil, Perú y China.
Después de la guerra, se desempeñó durante un tiempo como director de información de la USAAF y como representante senior de la Fuerza Aérea del personal militar de las Naciones Unidas. Se retiró del servicio activo el 31 de diciembre de 1946, con el rango de teniente general desde marzo de 1945.

## Actividad de posguerra
George aceptó un puesto en Hughes Aircraft para trabajar para Howard Hughes, junto con su compañero defensor de los bombarderos Ira C. Eaker . Eaker y George transformaron a Hughes Aircraft en un contratista militar muy rentable, alcanzando los 100 millones de dólares en ventas en 1948. George amplió la empresa más allá de la fabricación de aeronaves para centrarse en el nuevo campo de la electrónica militar, principalmente reuniendo al diseñador experto en electrónica Dean Wooldridge y al ingeniero y empresario Simon Ramo, ambos contratados por George en 1946. En agosto de 1953, Ramo y Wooldridge renunciaron. George siguió unos meses más tarde para ayudar a formar Ramo-Wooldridge Corporation, compitiendo directamente con Hughes mediante el desarrollo de defensas de misiles balísticos. En 1958, Ramo-Wooldridge se fusionaría con Thompson Products para convertirse en Thompson Ramo Wooldridge, que se redujo a TRW en 1965.
Después de mudarse allí en 1948, George fue elegido miembro del Concejo Municipal de Beverly Hills, California, en 1952, y en 1954 fue elegido alcalde por un período de un año. Cumplió un segundo mandato en 1959. Durante su segundo mandato, George estableció un premio anual para honrar a los policías destacados de Beverly Hills, otorgado a nombre de Clinton H. Anderson, el jefe de policía de la ciudad.
En 1955, George fue llamado al servicio activo en la Fuerza Aérea de los Estados Unidos durante ocho meses como consultor especial del Jefe de Estado Mayor de la Fuerza Aérea . George fue relevado del servicio activo el 4 de noviembre de 1955.
En 1984, George vivía en Laguna Hills, California . Ese año, recolectó y donó más de $ 21,000 a varios candidatos del Partido Republicano y causas de conservadurismo, incluyendo el Club Nacional del Congreso fundado por Jesse Helms y la campaña "Helms para el Senado" . El 24 de febrero de 1986, George murió en Laguna Hills. Le sobreviven su esposa Violette, tres hijas y un hijo.

## Legado
En su dirección de ACTS, George es conocido hoy como el líder no oficial de los hombres del Cuerpo Aéreo del Ejército que cerraron filas y lucharon exclusivamente por el concepto de bombardeo diurno de precisión como doctrina estratégica para ganar guerras. Aunque desempeñó un papel fundamental en el desarrollo de la estrategia del poderío aéreo de EE. UU., quizás sea más conocido como el primer comandante del Comando de Transporte Aéreo, el hombre que guio y expandió esa organización durante la Segunda Guerra Mundial.
La Orden de Daedalians ha otorgado, desde 1956, el "Premio a la Aeronáutica Civil del Teniente General Harold L. George", un trofeo " presentado anualmente al piloto, copiloto y / o tripulación de una aerolínea comercial certificada de los Estados Unidos seleccionado por un comité federal de aviación haber demostrado habilidad, juicio y/o heroísmo por encima y más allá de los requisitos operativos normales".  La Sociedad de Ayuda de la Fuerza Aérea otorga el "Premio de Subvención Educativa Teniente General Harold Lee George". 
En 1991 fue incluido en el Salón de la Fama de la Asociación de Transporte Aéreo/Tanquero.

## Reconocimientos
George recibió los siguientes reconocimientos:
- Medalla por Servicio Distinguido del Ejército
- Legión al Mérito
- Cruz de Vuelo Distinguido
- Medalla Aérea
- 1939 - Caballero de la Orden de la Cruz del Sur (Brasil)[3]

## Fechas de vigencia de promociones
- Segundo teniente - 21 de mayo de 1917
- Primer teniente - abril de 1921
- Capitán - 31 de diciembre de 1931[3]
- Mayor - julio de 1936
- Teniente coronel - febrero de 1941
- Coronel - enero de 1942
- General de brigada - abril de 1942
- General de división - junio de 1942
- Teniente general - 16 de marzo de 1945[2]